# Kryptyda
Kryptyda – hipotetyczne zwierzę, którego istnienie jest obiektem badań kryptozoologów, lecz nie zostało potwierdzone przez zoologię. Kryptydy to zwierzęta uznane za dawno wymarłe bądź znane z przekazów. Poszukiwaniem kryptyd zajmują się kryptozoolodzy.
Ze względu na brak wiadomości, do jakiej grupy zwierząt mają należeć kryptydy, dzieli się je pod kątem środowiska życiowego na:
- wodne – zamieszkujące zbiorniki wodne, np. Potwór z Loch Ness, Trunko, Mokele-Mbembe, Morgawr,
- lądowe – poruszające się po lądzie, np. Chupacabra, Yeti, Yowie, Bestia z Gévaudan
- powietrzne – umiejące latać, poruszające się w powietrzu, np. Mothman, Diabeł z New Jersey

Niekiedy wyróżnia się także kryptydy człekokształtne, np. Yeti, Wielka Stopa.